# Serwy
Serwy [ˈsɛrvɨ] ist ein Dorf in der Landgemeinde Płaska im Powiat Augustowski. Der Ort befindet sich in der Woiwodschaft Podlachien in Polen auf etwa 153 Metern über dem Meeresspiegel. 
Serwy liegt etwa zwanzig Kilometer nordöstlich von der Stadt Augustów und in ebenso etwa zwanzig Kilometern Entfernung westlich von der Landesgrenze Polens  mit Litauen und Belarus. Etwa zweihundert Meter vom Dorfzentrum in östlicher Richtung liegt der gleichnamige See Serwy. Der Tourismus und die Forst- und Landwirtschaft sind die Haupteinnahmequellen des Dorfes.